# Neritiske zone
Den neritiske zone eller kysthavet er en relativt lavvandet del af havet over kontinentalsoklens frafald, omkring 200 meter i dybde.
Zonen danner et relativt stabilt og vel-oplyst miljø for havliv, fra plankton og op til store fisk og koraller. Indenfor fysisk oceanografi ses zonen som værende det sted hvor havsystemet interagerer med kysten.